# Seznam belgijskih arhitektov
Seznam belgijskih arhitektov.

## A
- Pieter Coecke van Aelst
- Pieter Appelmans

## B
- Stéphane Beel

## C
- Jan Pieter Cluisenaar (niz. rodu)
- François de Cuvilliés starejši (1695–1768)

## D
- Hilde Daem

## G
- Xaveer De Geyter

## H
- Paul Hankar
- Victor Horta

## K
- Lucien Kroll

## L
- Eugeen Liebaut

## P
- Hans Hendrik van Paeschen
- Joseph Poelaert
- André in Jean Polak (Atomium)

## R
- Paul Robbrecht
- Jan van Ruysbroeck

## S
- Paul Saintenoy
- Gustave Strauven

## V
- Henry Van de Velde
- Bob Van Reeth
- Marie-José Van Hee